# 大滝神社 (福山市)

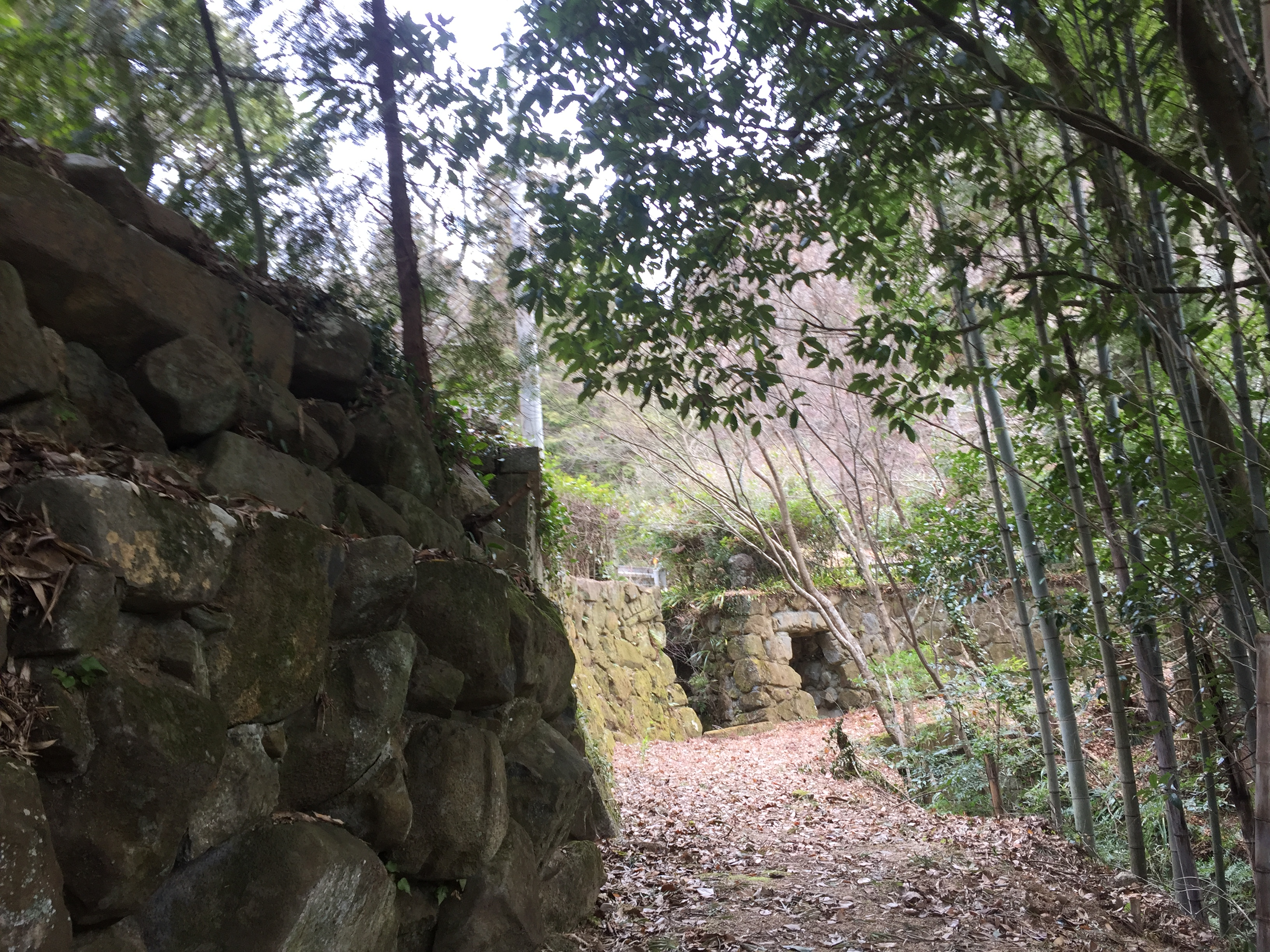
大滝神社参道

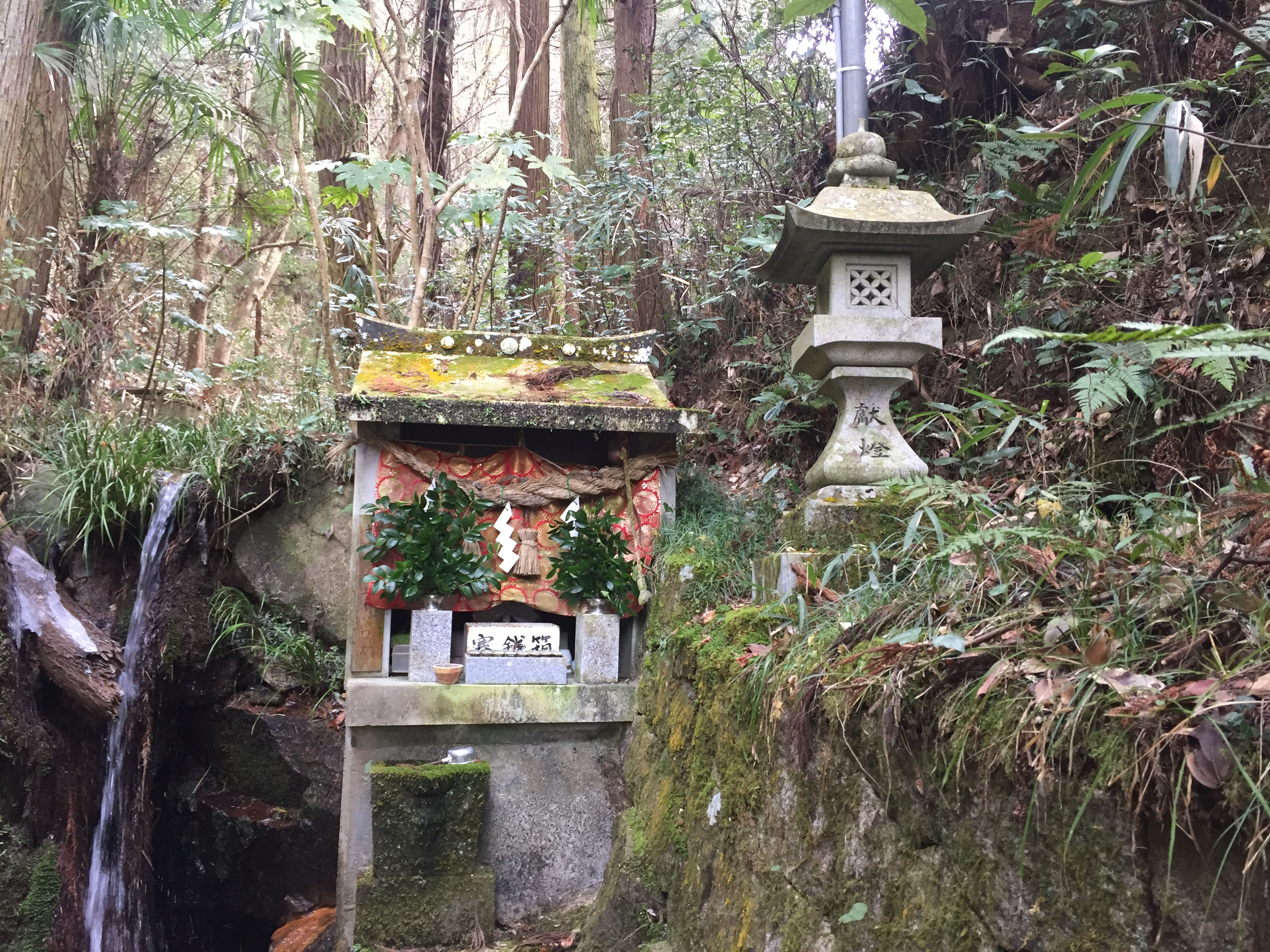
奥宮（右）、滝（左）

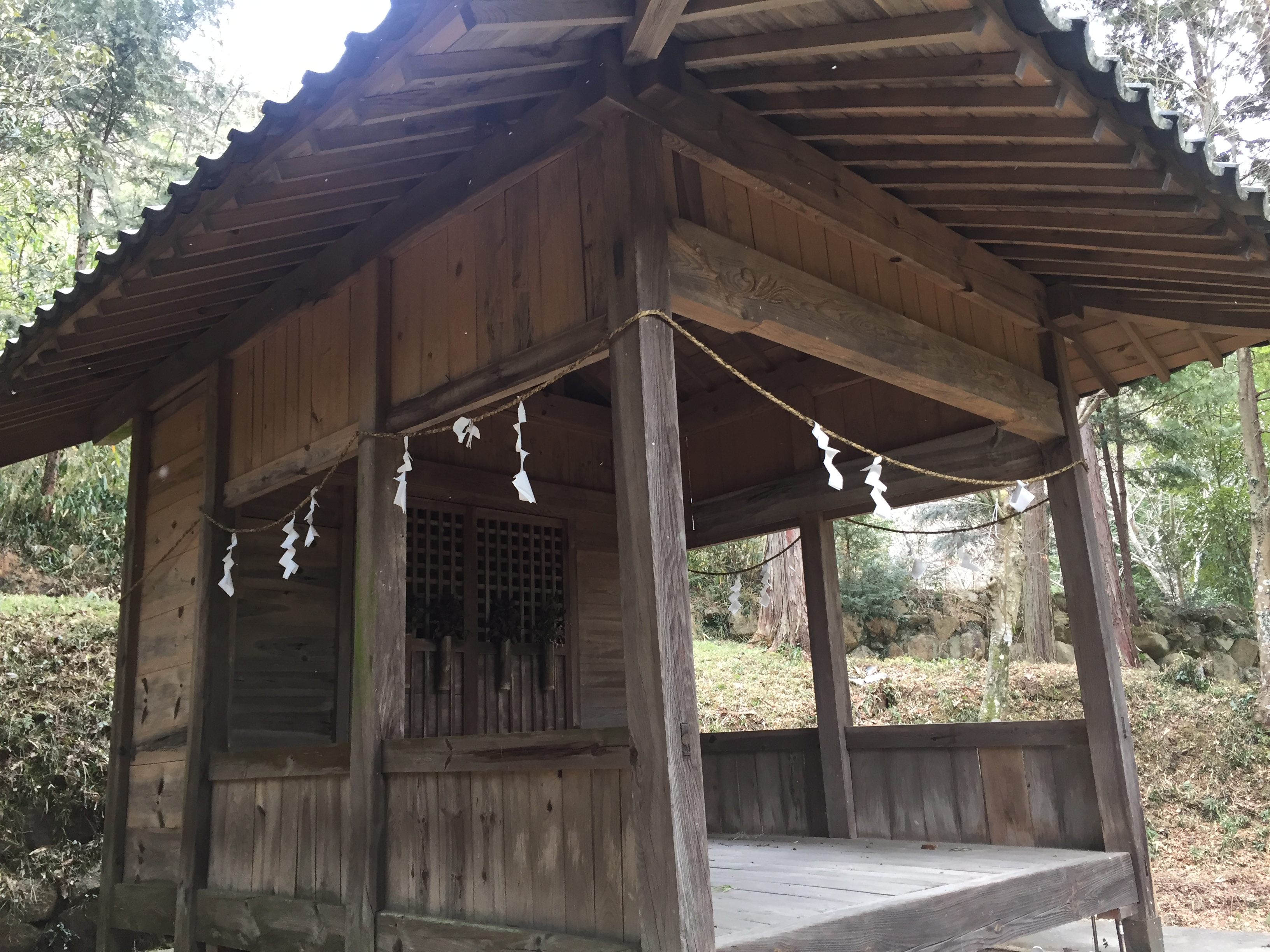
大滝八幡

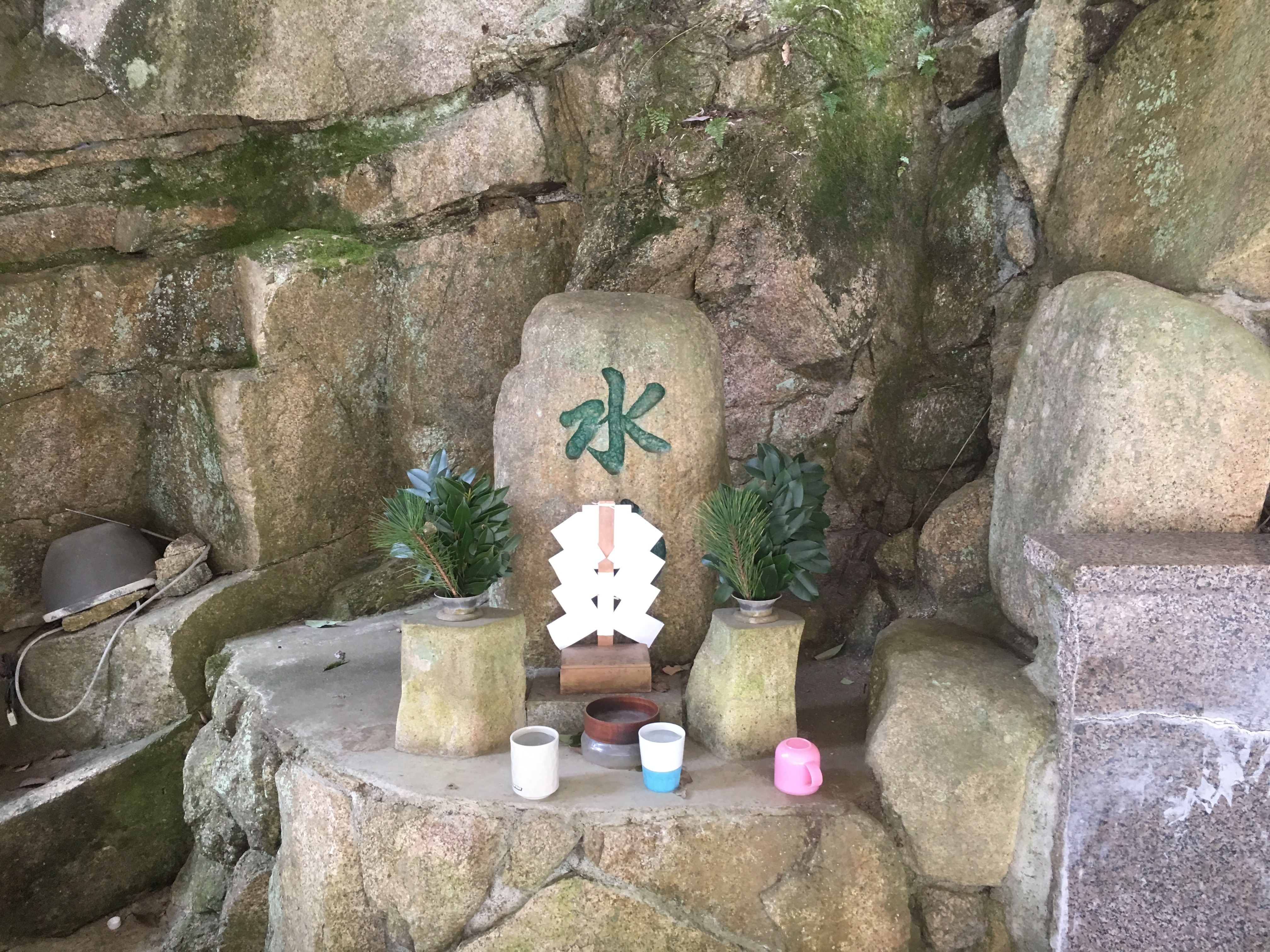
大滝水神の碑

大滝神社（おおたきじんじゃ）は、広島県福山市新市町上安井にある神社。名水スポットとして知られる。

## 祭神
祭神は主祭神少彦名命、水にまつわる龍神である高龗神を祭る。

## 境内
境内の一番奥に沢の水による落差2mほどの小さな滝があり、その脇に奥宮が祭られている。滝の水は水路に導かれて境内を流れるが、本宮の祠はその水路の上に建てられている。
【平成30年7月豪雨災害により、境内が土砂に埋まり本殿下も土砂で埋もれている。本殿も動いた跡があり土砂災害の恐ろしさが良く分かる。】

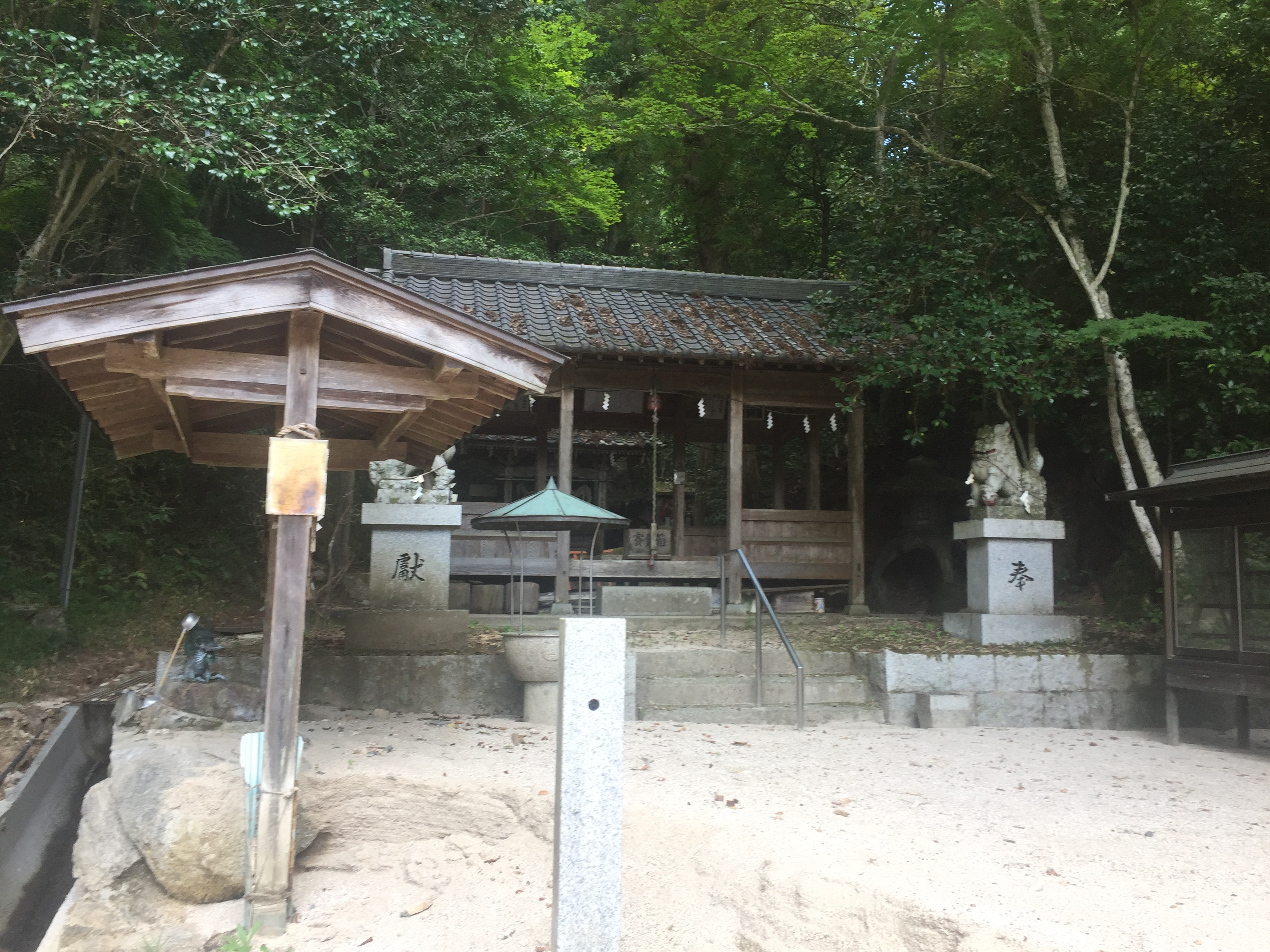
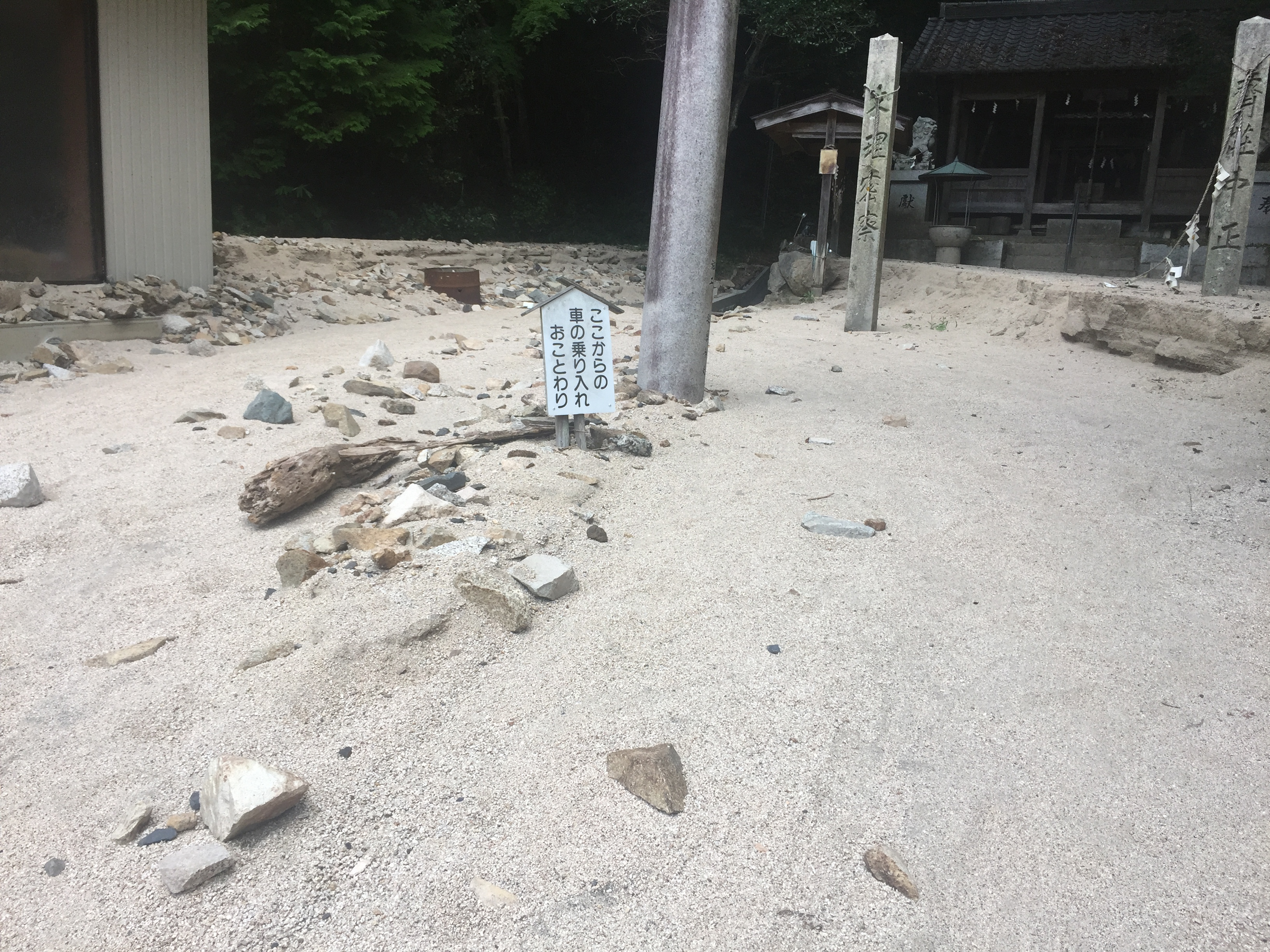
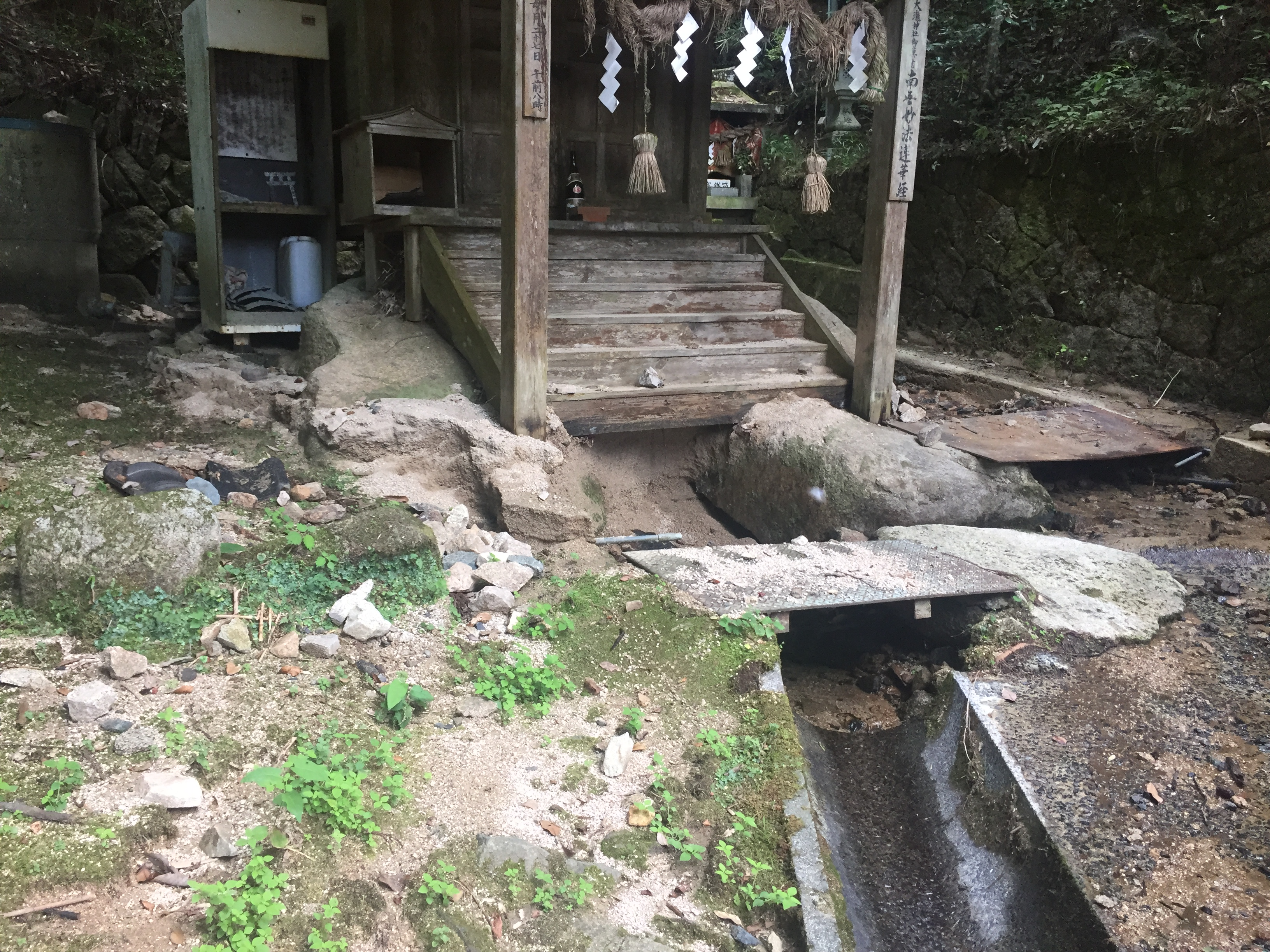
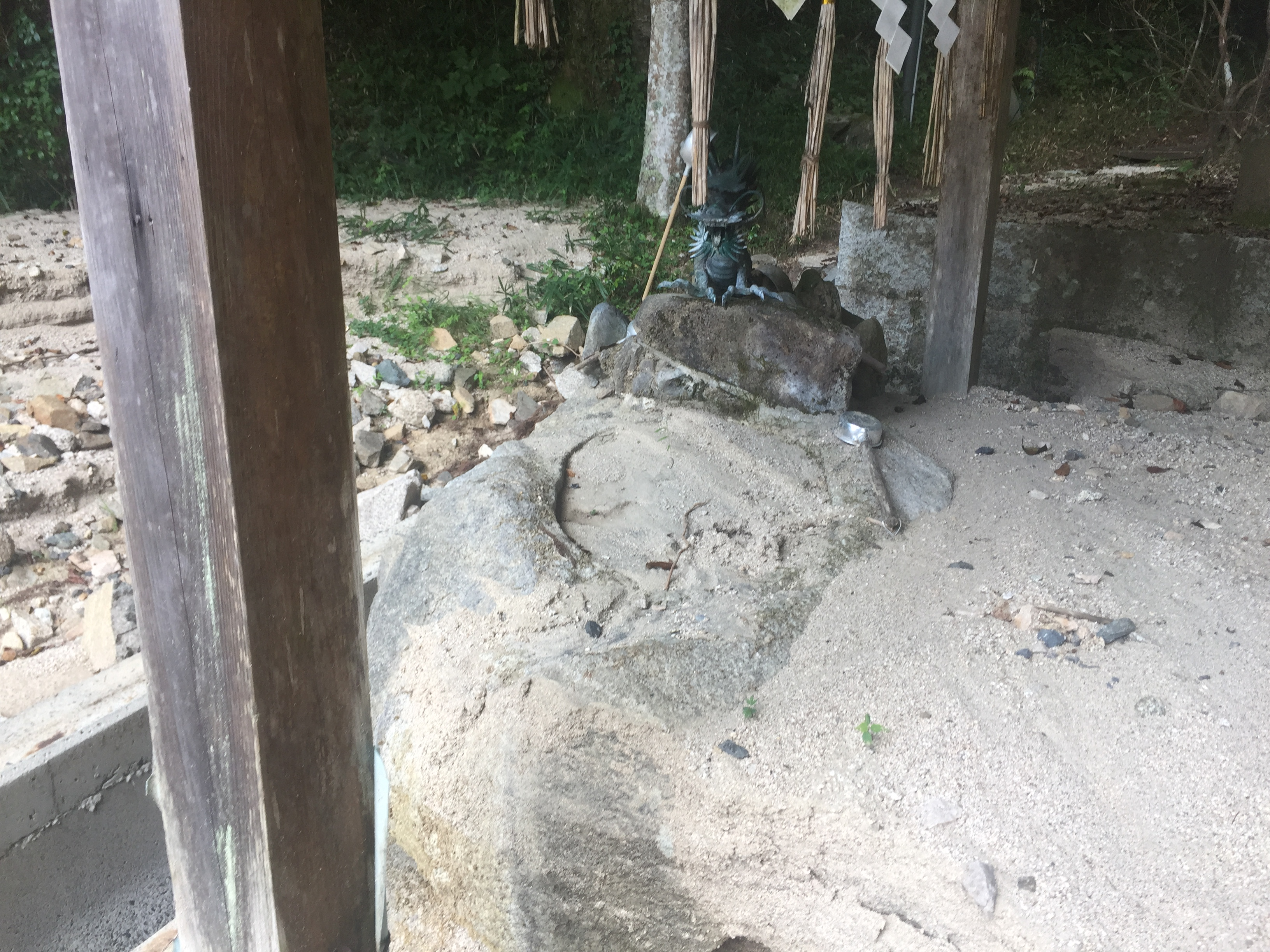

本宮の先は石造りの堤防があり、雨で水量が増した場合などに水が氾濫しないようになっている。
堤防の先に拝殿があり、拝殿からでは堤防で本殿の下や脇に流れている水は見えない。
拝殿前に狛犬が置かれ、一段下がって神門と鳥居がある。
鳥居の脇には山神を祀る石造り末社がある。
その先に有料の「名水の水汲み場」がある。水汲み場の手前から参道になり参道の階段を下りた奥に、末社の「大滝八幡宮」が祀られる。

## 大滝の名水

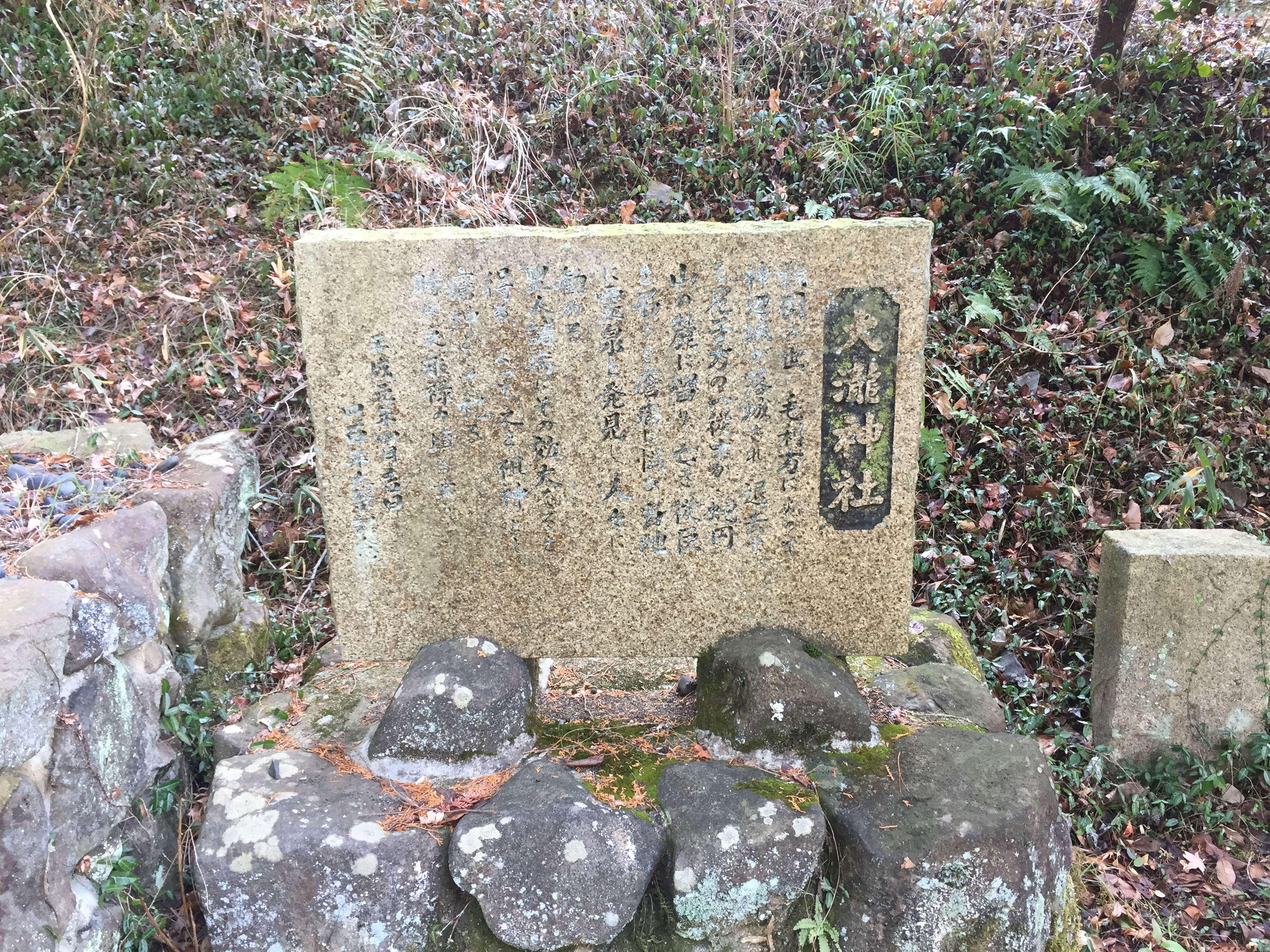
大滝神社内石碑

大滝神社の境内に湧く水は、放射能泉として知られ、環境省が発表する「広島県の代表的な湧水」の一つに選ばれている。以前は浴場も設けられており、泉質は単純弱放射能冷鉱泉に分類される。
という記録があり、神辺合戦の際に尼子方の武士がこの湧水で湯治をしたと言われている、現在は水汲み場が整備され、近郊はもとより遠方からも多くの人が水を汲みに訪れる。

## 泉質
泉質：低張性弱アルカリ鉱泉
温泉水等の成分:100ml(単位mg) 
ラドン含有量 19マッヘ
硬度 52mg
| ナトリウム | カルシウム | マグネシウム | カリウム | 硬度 |
| ---------- | ---------- | ------------ | -------- | ---- |
| 1.27       | 2.09       | 0.20         | 0.10     | 軟水 |

### 効能
通風・慢性消化器病・慢性胆のう炎・胆石症・神経痛・筋肉痛・関節痛

※ 効能は万人にその効果を保証するものではない。